# Јовањица
Јовањица је пристаниште на Светој гори, у близини манастира Хиландар.
На Светој Гори манастири који су на самој обали имају своју луку у склопу манастирског комплекса док манастири који су дубоко у копну имају своје луке на обали а до манастира води пут. Изузетак су манастири Ксиропотам и Кутлумуш који се налази у непосредној близини Кареје.
Манастир Хиландар дуго је користио луку Арсану у заливу Хрусија на североисточној обали Свете Горе која је свега 2,5 километара удаљена од манастира. За ову луку полазиште је било из Јерисоса одакле и даље испловљавају бродови за манастире на тој страни Атоса. Због честих бура и нестабилних временских прилика данас се користи лука Јовањица на југозападној обали иако је од манастира удаљена 10 километара. За Јовањицу бродови полазе из луке Уранополис .
Пристаниште Јовањица се налази на јужној обали Свете Горе на око 10 km јужно од манастира Хиландара. То је данас главнo пристаниште Хиландара у комe се највећи део поклоника који долазе на Свету Гору из Уранополиса искрцавају, а који иду за Хиландар.
Данас се у овој арсани налази и параклис посвећен Светом Сави и Симеону мироточивом и Светом Игњатију Богоносцу. Има статус катизме у којој најчешће борави бар један монах. Јовањица је била метох хиландарске келије Светог Игњатија у Кареји. У њој су обитавали познати хиландарски монаси, Немац Пантелејмон Хиландарац (велики обновитељ ове келије), до недавно Грузин Иларион Хиландарац а данас у њој борави монах Партеније.